# ونوس خزپوش (فیلم ۲۰۱۳)
ونوس خزپوش (به فرانسوی: La Vénus à la fourrure) یک فیلم درام فرانسوی به کارگردانی رومن پولانسکی، که بر اساس نمایشنامه‌ای به همین نام اثر نمایشنامه‌نویس آمریکایی دیوید ایویس ساخته شده است که آن نمایشنامه نیز الهام‌گرفته از ونوس خزپوش اثر لئوپولد فون زاخر-مازوخ بود.

## خلاصه داستان
داستان دربارهٔ یک کارگردان تئاتر (متیو آمالریک) است که قصد دارد رمان ونوس خزپوش نوشته لئوپولد فون زاخر-مازوخ، نویسنده اتریشی - که واژه مازوخیسم از نام او گرفته شده - را که سال ۱۸۷۰ منتشر شد، روی صحنه ببرد و برای نقش اصلی که زنی شهرآشوب است به دنبال بازیگر می‌گردد.
امانوئل سینیه همسر پولانسکی در ونوس خزپوش نقش بازیگری را دارد که می‌کوشد کارگردان را قانع کند او بهترین گزینه برای بازی در این نمایش است.

## بازیگران
- امانوئل سنیه در نقش وندا
- ماتیو آمالریک در نقش توماس

## افتخارات و جوایز
- نامزد دریافت نخل طلایی سال ۲۰۱۳
- برنده جایزه بهترین کارگردانی ۳۹مین مراسم سالانه جایزه سزار